# Yegor Ligachov
Yegor Kuzmich Ligachov (en ruso: Его́р Кузьми́ч Лигачёв), (Tomsk, 29 de noviembre de 1920-Moscú, 7 de mayo de 2021) fue un político soviético y ruso, oficial de alto rango en el Partido Comunista de la Unión Soviética (PCUS). Originalmente un protegido de Mijaíl Gorbachov, Ligachov posteriormente enfrentó su liderazgo.

## Vida
Yegor Ligachev nació en la aldea de Doubinkino (gobierno de Tomsk), hoy una aldea en el distrito de Tchulim (óblast de Novosibirsk). En 1937 se graduó de la escuela secundaria número 12 en Novosibirsk. En 1943 se graduó en el Instituto de Aviación de Moscú.
Se convirtió en miembro del PCUS en 1944. En 1959 se convirtió en secretario de Novosibirsk del Comité Regional del PCUS. En 1961, se convirtió en subdirector del Departamento del Comité Central del PCUS. De 1965 a 1983, fue el primer secretario del comité regional del PCUS en Tomsk. Fue el jefe de la provincia de Tomsk durante diecisiete años y, gozando de un gran prestigio allí.
Durante sus años al frente de la región, se llevaron a cabo importantes proyectos de desarrollo, como plantas petroquímicas, granjas avícolas, extracción de aguas subterráneas, trolebuses urbanos (1967), autobuses, el Hotel Tomsk, el aeropuerto de Bogachevo (1968), el Palacio de los sitios y los deportes (1970), el puente municipal sobre Tom (1974) y el teatro dramático (1978).
Miembro del Comité Central del PCUS de 1976 a 1990, en 1983 se convirtió en jefe de departamento del Comité Central del PCUS, secretario del Comité Central del PCUS (1983-1990), miembro del Politburó (1985-1990). En 1993, fue vicepresidente - secretario de la Unión de Partidos Comunistas - PCUS.
De 1985 a 1991, fue considerado el número 2 en el PCUS. Se defendió de ser un conservador, presentándose más bien como un "realista" en relación con la perestroika y la glasnost.
Afiliado al PCFR desde 1993 y diputado de la Duma (2000-2003). 
Murió la noche del 7 de mayo de 2021 en Moscú. Unos días antes, su estado de salud se había deteriorado considerablemente, requiriendo hospitalización en cuidados intensivos y colocación de un dispositivo de soporte vital debido a una neumonía.